# Gemeiner Graurüssler

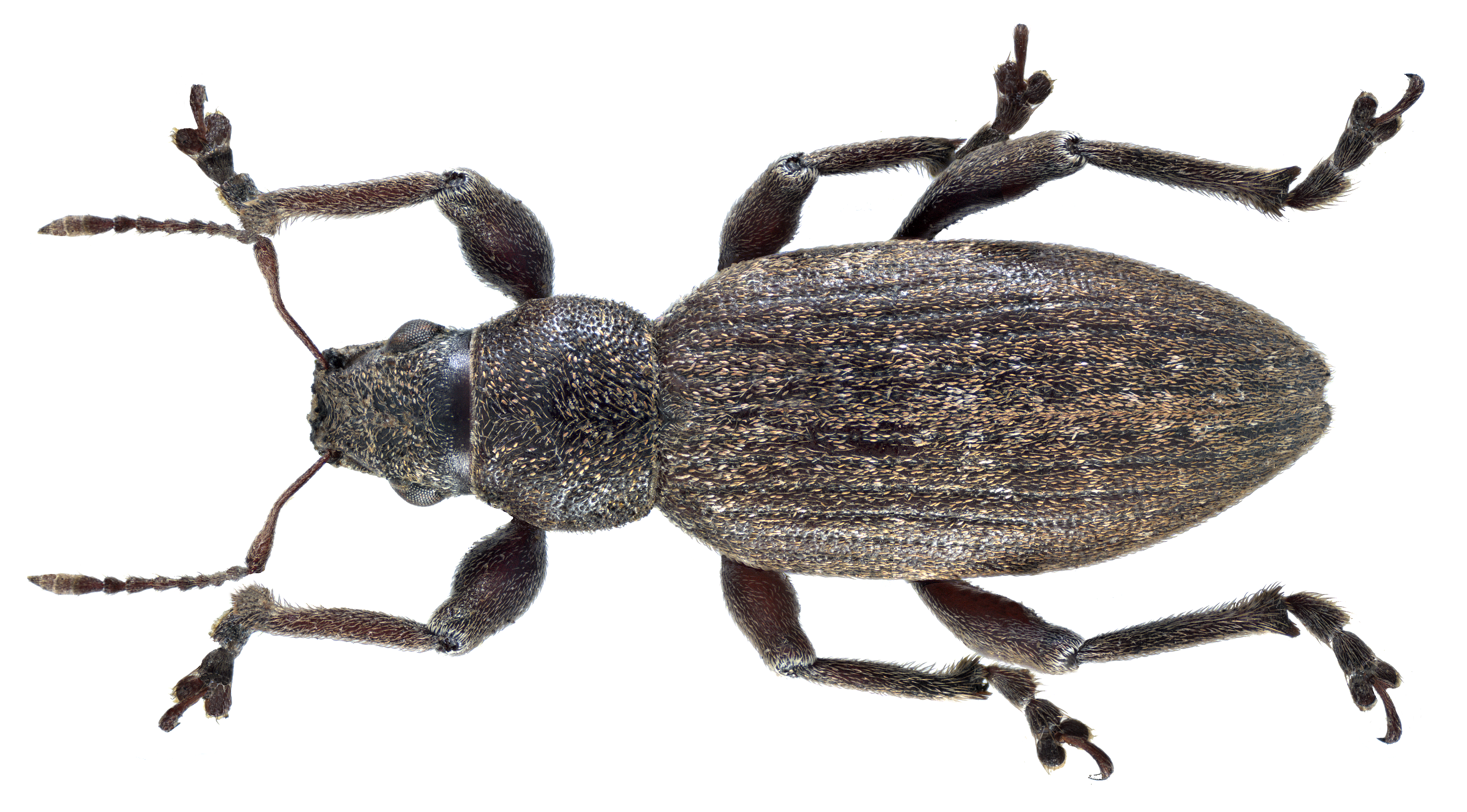
Präparat von Brachyderes incanus

Der Gemeine Graurüssler (Brachyderes incanus), auch Grauer Kiefernnadelrüssler genannt, ist ein Käfer aus der Familie der Rüsselkäfer (Curculionidae). Er ist der einzige Vertreter der Gattung in Mitteleuropa.

## Merkmale
Die Tiere erreichen eine Länge von 7 bis 10,5 Millimetern und haben einen langgestreckten Körperbau. Sie sind schwarz oder schwarzbraun gefärbt und sind oberseits mit hellen, anliegenden Härchen und kupfrig, braun oder hellgrau beschuppt. Die Fühler sind rotbraun, der Schaft ist zum Ende hin dunkler gefärbt. Die Tarsen sind ebenso rotbraun, nur die Klauen sind schwarz. Die Tibien (Schienen) der Vorderbeine sind bei den Männchen am Ende stark, bei den Weibchen ansonsten schwach gekrümmt. Der Rüssel ist kurz und basal breit mit dem Kopf verbunden. Die bis an die Facettenaugen reichenden Fühlerfurchen sind vorne geschlossen. Der Halsschild ist merklich breiter, als lang, das Schildchen (Scutellum) ist sehr klein. Die schmalen Deckflügel sind langgezogen und haben keine Schulterbeulen. Das zweite Flügelpaar ist nicht ausgebildet.

## Vorkommen
Die Art kommt in Europa, nördlich bis nach Zentralfennoskandien, im Süden bis in den Norden der Balkanhalbinsel und bis Mittelitalien vor. Sie fehlt auf den Britischen Inseln. Man findet die Art das ganze Jahr über in Kiefernwäldern.

## Lebensweise
Die Imagines sitzen auf den Kiefern und ernähren sich von deren Nadeln. Sie überwintern zwischen den Rindenschuppen. Die Weibchen legen ihre Eier im Frühjahr in den Boden ab. Die Larven entwickeln sich an den Wurzeln der Kiefern. Die Art kann in jungen Kiefernkulturen gelegentlich als Schädling auftreten.

## Gefährdung
Die Art gilt in Deutschland als ungefährdet.